# Цифрове піаніно
Цифрове́ піані́но (англ. digital piano) — сучасний електронний музичний інструмент, що імітує звичайне фортепіано як характером звучання так і прийомами гри. Цифрові піаніно нерідко називають також електронними піаніно, проте це не зовсім правильно, оскільки останній термін може стосуватися інструментів, що працюють з аналоговим сигналом, тоді як у цифрових піаніно джерелом звукових коливань є цифровий сигнал, що перетворюється на аналоговий, а потім у звуковий.
Нерідко цифрові піаніно імітують звичайні також і своїм дизайном. Проте у порівнянні зі звичайними інструментами, цифрові піаніно мають переваги:
)
- Більшість моделей менше за розмірами, легші і придатніші для транспортування.
- Не мають струн і тому не вимагають настроювання.
- В залежності від моделі, можуть включати й інші тембри, наприклад органу чи струнних.
- Як правило сумісні з MIDI.
- Можуть включати різні програми для навчання і композиції.
- Мають вихід для навушників.
- Мають можливість включення транспозиції.
- При звукозаписі чи за потреб підсилення не потребують мікрофонів — відповідні пристрої можна підключати безпосередньо до аудіовиходу інструменту.

В той же час на думку музикантів цифрове піаніно не зможе повністю замінити акустичний інструмент.
До недоліків відносять:
- Залежність від електропостачання